# Стивън Фрей
Стивън Фрей (на английски: Stephen Frey) е американски писател.
Той е роден през 1960 г. във Флорида. През 1987 г. завършва бизнес администрация във Вирджинския университет, след което известно време работи в Джей Пи Морган. От средата на 90-те години се занимава главно с литературна дейност, като пише популярни криминални романи.